# DRT Entertainment
DRT Entertainment era una casa discografica di New York fondata nel 2003 da Derek Shulman, Ron Urban e Theodore "Ted" Green. L'etichetta è ormai chiusa.
La società è stata distribuita dalla Fontana Distribution di Universal Music Group. DRT è stato distribuito anche dalla Universal Music Canada e una varietà di aziende in tutto il mondo, tra cui Soulfood in Germania, Shock Records in Australia e JVC Records in Giappone.
DRT aveva una filiale con Brass Tacks Records. È stata una etichetta dei Street Dogs.
L'etichetta ha chiuso nel 2009.

## Ex artisti
- 36 Crazyfists
- Artimus Pyledriver
- Lit
- Aphasia
- American Head Charge
- Blindside
- Clutch
- Fu Manchu
- John Wesley Harding
- Edwin McCain
- Powerman 5000
- Rikets
- Seven Mary Three
- Soil
- The Rasmus
- U.P.O.
- Lynam
- GWAR